# Заячий ном
| E34 |

| E34 |

Унут (егип. wnt) — в древности XV септ (ном) Верхнего Египта, названный в честь тотемической богини-покровительницы этой территории Унут, изображавшейся в виде зайчихи. Древние греки называли этот септ Гермополисским южным номом, поскольку его административным центром был город Хемену (Шмун), называемый греками Гермополис Мегале (современная локализация Эль-Ашмунейн). Очевидно, во Второй переходный период центром септа становится г. Неферуси. В период правления царя Эхнатона на территории этого септа была выстроена новая столица государства — Ахетатон. Местный пантеон составляли Унут, Тот, Огдоада, Хатхор, Хнум, Сешат. Номархи XV септа стояли во главе жрецов бога Тота (Джехути).